# Dragnet (película de 1987)
Dragnet (titulada en España como Dos sabuesos despistados) es una película de 1987 escrita y dirigida por Tom Mankiewicz en su debut como director y protagonizada por Dan Aykroyd y Tom Hanks. La película está basada en la serie original de televisión del mismo nombre. El guion fue un homenaje a la serie de televisión que duró un largo tiempo en transmisión.
Los agentes Friday y Streebek son una peculiar pareja de policías a los que se les asigna la resolución de una serie de robos extraños como un murciélago, una anaconda de 10 metros... También han desaparecido los últimos números de una revista pornográfica y una serie de sustancias químicas que correctamente mezcladas pueden formar un peligroso gas. Todos los casos tienen algo en común, una tarjeta de visita con la palabra "PAGAN". 

## Argumento
LAPD Sgto. Joe Friday (Dan Aykroyd, Sobrino y tocayo de (Aykroyd)) cuyos puntos de vista anacrónico reflejan los de su difunto tío, se le asigna involuntariamente a un sabelotodo, nuevo socio callejero, Pep Streebek (Tom Hanks). Sus estilos contrastantes chocan en un primer momento, Friday desaprueba la actitud de su joven compañero, su pelo y la forma de vestir, pero poco a poco se abre una conexión en su primer caso como equipo, la investigación de una serie de robos extraños que involucran elementos tan dispares como un camión lleno de productos químicos , policías, bomberos y vehículos de para-médicos, un vestido de novia, un murciélago de árbol de madera, una anaconda, la melena de un león, y toda la tirada mensual de señuelos, una revista pornográfica propiedad de Jerry César (Dabney Coleman). 
Siguen el rastro de un culto basado en el condado de Orange que se autodenomina PAGAN (Gente contra la Bondad y la normalidad). Después de una investigación, Friday y Streebek se centran en uno de los secuaces de la secta, un conductor de limusina brutal para Jerry César nombrado Emil Muzz (Jack O'Halloran), que entonces le revela a Friday y Streebek la ubicación de la próxima PAGAN reunido durante un interrogatorio horripilante por Streebek. 
Friday y Streebek se disfrazan de matones PAGAN (Streebek como Muzz) y colarse en la ceremonia secreta PAGAN. Allí son testigos del líder enmascarado intentando sacrificar a una virgen, señorita Connie Swail (Alexandra Paul). Ellos ven al líder enmascarado, mientras hace un ritual de oración, suelta el murciélago y tira las melenas de los leones que fueron robadas del zoológico en un pozo de agua. Luego arroja a la Virgen Connie Swail, llevando el vestido de novia robado en el mismo hoyo con la anaconda que también fue robado del zoológico. Friday y Streebek interrumpen la ceremonia para salvar a Swail al envenenar la anaconda con algunos estupefacientes con receta que se les da para tratar de encajar. En el proceso, Swail y Friday descubren una atracción mutua. Ellos reportan el incidente al Capt. Gannon (Harry Morgan) y le insisten de volver al sitio del ritual. Al llegar al sitio con el Comisario de Policía Jane Kirkpatrick (Elizabeth Ashley), no encuentran evidencia de ningún ritual celebrado allí la noche anterior. Friday y Streebek se retiran del caso por órdenes de Kirkpatrick. 
Después de agotar todos sus recursos, Streebek contacto a un amigo de la División de Narcóticos en donde Streebek comenzó. El informante les dice que en una fábrica local de leche es el único sitio que él sabe que puede ser utilizado por los paganos para producir en masa un gas tóxico a partir de los productos químicos que se robaron. Friday y Streebek requieren de un tanque de policía y del equipo SWAT para hacer una redada en la fábrica. La fábrica de leche resulta ser productora solamente de leche; la fábrica de gas real está al lado. El equipo decide seguir las órdenes y detener la investigación. Streebek sigue a Friday a su casa para saber lo que hace su pareja durante su tiempo libre. Él se reunió en la puerta de Friday y su abuela materna Gracia Mundy (Lenka Peterson), quien está tratando de hacerle a Friday una cena de cumpleaños en su restaurante favorito, "The Brown Derby". Streebek decide acompañarlo. En el restaurante, Friday le dice a su abuela acerca de invitar a Connie Swail a unirse a ellos. Granny Mundy expresa lo orgullosa que está de Friday. 
Durante la cena, Connie identifica a un compañero del patrón, el tele-evangelista Jonathan Whirley (Christopher Plummer), como el líder pagano que la lanzó a la fosa. Whirley, un líder comunitario muy respetado, está cenando con el Capt. Gannon y el Comisionado Kirkpatrick. A pesar de las advertencias de Streebek, Friday ve la oportunidad perfecta para arrestar a Whirley a la espera de que salga del baño. Friday trae a Whirley esposado a la mesa de Gannon y de Kirkpatrick, donde Kirkpatrick le ordena a Friday que le quite las esposas de inmediato a Whirley. Luego releva a Friday del deber y deja el restaurante con Whirley. Fuera del restaurante, Gannon toma el arma y la placa de Friday y amenaza a Streebek de que se mantenga alejado de Whirley. 
A la espera del valet-parking , Granny Mundy menciona que ella todavía tiene hambre y se compromete con Streebek para comer hot dog. Los dos salen en su bicicleta, dejando a Friday y Swail para volver a casa solos. Mientras que en el camino, deciden aparcar en una colina para discutir los acontecimientos de la noche. En midkiss, Connie y Friday son secuestrados por Muzz y llevados al Observatorio Griffith donde Whilrey está esperando. Están atados mientras Whirley les divulga a ellos su plan para utilizar la revista pornográfica en la reunión de la mansión de César para matar a César y al alcalde, utilizando los productos químicos robados. 
Friday lidera a un equipo de SWAT en una redada en la mansión de César. Durante el tiroteo entre los paganos y la policía, Whirley toma a Connie y se dirigen al aeropuerto, donde se escapa en su Learjet privado. Su escapada termina cuando reinstalan a Friday y lo persigue en un avión de la policía Northrop F-5, lo que le obligó a regresar a Los Ángeles y aterrizar. 
Un epílogo revela que Friday a un está trabajando con Streebek y que sigue viendo a Connie.

## Reparto
| Actor               | Personaje                    |
| ------------------- | ---------------------------- |
| Dan Aykroyd         | Sargento Joe Friday          |
| Tom Hanks           | Detective Pep Streebek       |
| Christopher Plummer | Reverendo Jonathan Whirley   |
| Harry Morgan        | Capitán Bill Gannon          |
| Alexandra Paul      | Connie Swail                 |
| Jack O'Halloran     | Emil Muzz                    |
| Elizabeth Ashley    | Comisionada Jane Kirkpatrick |
| Dabney Coleman      | Jerry César                  |
| Kathleen Freeman    | Enid Borden                  |
| Bruce Gray          | Alcalde Peter Parvin         |
| Lenka Peterson      | Granny Mundy                 |
| Juliana Donald      | Guardia de zoológico         |
| Nina Arvesen        | Motorista de la policía      |
| Dona Speir          | Baitmate                     |

## Producción
El guion fue escrito por Dan Aykroyd, Alan Zweibel y Tom Mankiewicz, quien tenía un acuerdo con Universal, fue contratado para trabajar en él y con ellos. Ted Kotcheff estaba asociado originalmente para dirigir la película, pero no le gustaba el proyecto al que habían llegado los tres escritores, por lo que Frank Price en Universal sugirió directamente a Mankiewicz. 
Aykroyd originalmente quería a Jim Belushi para trabajar frente a él, pero él no estaba disponible y Tom Hanks fue elegido en su lugar. 
Aykroyd interpretó a Friday en un programa de Saturday Night Live parodia de la redada en 1976. 
Los títulos del crédito ofrecieron una actualización al tema original de la serie por el grupo británico Art of Noise. Establecen el tema de la redada a cambio de un breakbeat estilo hip-hop con fragmentos de sonido como Friday de "Just the facts, ma'am" programada para la música. 
La banda sonora incluye una canción original, "City of Crime". La pista cuenta con una colaboración de estilo hip-hop entre Aykroyd y Hanks que se realiza con el bajista / vocalista Glenn Hughes y el guitarrista Pat Thrall. La pista se reproduce durante los créditos finales de la película. 

## Recepción
La película recibió críticas mixtas de los críticos según Rotten Tomatoes, como Dragnet tiene una puntuación compuesta de 46% basado en 28 críticas con el consenso: "Si bien es esporádica divertido y sin duda bien fundido, Dragnet es demasiado torpe e incoherente para honrar a su material de origen clásico". 

### Taquilla
Dragnet tuvo un buen desempeñó en la taquilla, recaudando $57.4 millones de dólares a nivel nacional con un adicional de $9.3 millones a nivel internacional, para un total de $66.700.000 en todo el mundo.